# Alucita lonicericola
Alucita lonicericola är en fjärilsart som beskrevs av Kuznetsov 1978. Alucita lonicericola ingår i släktet Alucita och familjen mångfliksmott, (Alucitidae). Inga underarter finns listade i Catalogue of Life.